# 本詮寺
本詮寺（ほんせんじ）は、千葉県長生郡長南町長南にある日蓮宗の寺院。山号は長立山。旧本山は池上本門寺、通師・堀之内法縁。
長南次郎光重の別邸内の持仏堂（本詮寺の前身の観音堂）に文永元年（1264年）小松原法難から逃れた立正大師日蓮を匿った。

## 歴史
- 正慶元年（1332年）松本鱗五久良の開基で創建された。

## 歴代
- 日山（2世）　比企谷妙本寺池上本門寺両山4世をつとめた。
- 日新（7世）　藻原寺14世、身延山久遠寺17世をつとめた。
- 日惺（9世）　池上本門寺12世をつとめた。

## 参考資料
- 日蓮宗寺院大鑑編集委員会『宗祖第七百遠忌記念出版 日蓮宗寺院大鑑』大本山池上本門寺 (1981年)
- 市川智康『日蓮聖人の歩まれた道』水書房

座標: 北緯35度23分46.7秒 東経140度13分50.1秒 / 北緯35.396306度 東経140.230583度